# 姉妹化粧
『姉妹化粧』（しまいげしょう）はフジテレビ系「ライオン奥様劇場」枠で1968年1月1日～2月9日に放送された連続テレビ映画である。白黒作品。全30回。

## 概要
「奥様劇場」第29作。京都で長い伝統を誇る和菓子店を舞台に、古い生き方と新しい考え方の対立の中で、真実の愛情を求めて生きる若い三人の女性の姿を描いたメロドラマ。御影京子の昼メロ初出演作。"京都もの"であるが松竹大船撮影所で制作された。制作過程における仮題は「姉妹鏡」。平均視聴率18.2％、最高視聴率22.7％（いずれもビデオリサーチ調べ）。

## 物語
京都の老舗和菓子店桂月。五代目の当主嘉兵は職人気質の一徹者だったが、店は美しい二人の娘、しのぶと美登子の働きもあって繁盛していた。桂月に時折顔を出す客、柚香はどういうわけかしのぶの顔を見ると複雑な思いがよぎる…。

## キャスト
- 兵藤しのぶ ……桂麻紀
- 兵藤美登子 …… 御影京子
- 森沢柚香 ……… 新藤恵美
- 松村寛次 ……… 宗方勝巳
- 鵜島冬樹 ……… 西沢利明
- 兵藤嘉兵 ……… 宇佐美淳也
- 兵藤昌代 ……… 幾野道子
- 森沢佐喜 ……… 鳳八千代
- 松村保輔 ……… 村上冬樹
- 松村民子 ……… 寺島信子
- 松村こずえ …… 藤田淑子
- 浅倉伊作 ……… 永井秀明
- 小河内克平 ……富永一矢
- 高木孫七 ……… 平野稔
- 太吉 ……………笹岡勝治
- 三郎 ……………小田草之助
- 源造 ……………山本幸栄

## スタッフ
- 脚本：芦沢俊郎
- 監督：岩間鶴夫、武縄源太郎
- 音楽：池田正義
- プロデューサー：四方基（松竹）、湯沢保雄（フジテレビ）
- 制作：フジテレビ･松竹

## 主題歌
- 「姉妹化粧」（歌：古都清乃）
  - 作詞：きのえみのる／作曲・編曲：吉田正

| フジテレビ ライオン奥様劇場           | フジテレビ ライオン奥様劇場      | フジテレビ ライオン奥様劇場           |
| 前番組                                | 番組名                           | 次番組                                |
| ------------------------------------- | -------------------------------- | ------------------------------------- |
| 女のいのち （1967.11.6 - 1967.12.29） | 姉妹化粧 （1968.1.1 - 1968.2.9） | 花はゆるがず （1968.2.12 - 1968.4.5） |